# Anisosticta
Anisosticta es un género de mariquitas de la tribu Coccinellini.

## Especies
- Anisosticta bitriangularis (Say)
- Anisosticta borealis Timberlake, 1943
- Anisosticta novemdecimpunctata (Linnaeus, 1758)
- Anisosticta strigata (Thunberg, 1795)